# یوسف‌آباد (شبستر)
یوسف‌آباد یکی از روستاهای استان آذربایجان شرقی است که در دهستان گونی مرکزی بخش مرکزی شهرستان شبستر واقع شده‌است.